# Internationella valfångstkommissionen

Medlemsländer i IWC markerade i blått.

Internationella valfångstkommissionen, Valfångstkommissionen, International Whaling Commission, IWC är en internationell organisation som arbetar för att förvalta och bevara världens bestånd av större valar. IWC skapades 1946 av 17 nationer på grund av att flera valarter var hotade på grund av en för stor valfångst. IWC undertecknades och trädde i kraft året därpå. År 2018 hade IWC 88 medlemsländer.

## Historia
1944 och 1945 hölls en konferens i London för att komma överens internationellt om en valfångstreglering. Den så kallade Washingtonkonventionen undertecknades av 17 länder den 2 december 1946. Denna konvention införlivade tidigare avtal och den inrättade också organisationen IWC. IWC består av en representant med en röst från varje medlemsland. IWC har beslutanderätt (med tre fjärdedelars majoritet) om bestämmelser kring valkvoter, minimistorlekar för fångade valar, förbjudna valfångstplatser med mera. IWC har haft årliga möten alltsedan 1949.
Valbeståndet decimerades i Antarktis trots Valfångstkommissionens mål och syften. Detta berodde på att ett medlemsland kunde strunta i bestämmelser om de själva satte sig emot dem, det höga majoritetskravet och att ett kontrollsystem för beslutens efterlevnad inte fanns förrän på 1970-talet.
Under 2000-talets första decennier har många fler länder anslutit sig till IWC. Gemensamt för de nya medlemsnationerna är att de inte har en valfångsttradition. Några länder har också gått ur IWC, till exempel Japan 2019.
Valfångstkommissionens arbetsområden har breddats under 2000-talet med nya frågor som havsföroreningar och valskådning.